# Gavialidium phangensum
Gavialidium phangensum är en insektsart som beskrevs av Mahmood, K., Idris och Salmah 2007. Gavialidium phangensum ingår i släktet Gavialidium och familjen torngräshoppor. Inga underarter finns listade i Catalogue of Life.